# Æneas Mackay (1838-1909)
Æneas baron Mackay (Nijmegen, 29 november 1838 – 's-Gravenhage, 13 november 1909) was minister-president van Nederland van 1888 tot 1891.

## Biografie
Mackay, zoon van Johan Francois Hendrik Ernestus Mackaij en lid van de familie Mackay, was een christen-staatsman van Schotse afkomst. Tijdens zijn regeerperiode kwamen de eerste overheidssubsidies voor het bijzonder onderwijs tot stand. Zijn regering is een beslissend keerpunt in de schoolstrijd en is het begin van de neergang van de hegemonie van de liberalen in de 19e eeuw. Het kabinet-Mackay werd door antirevolutionairen en rooms-katholieken gesteund. Dit is de opmaat geweest naar de Rechtse Coalitie aan het begin van de twintigste eeuw.
Diverse scholen in plaatsen zoals Amsterdam, Meppel en Utrecht dragen zijn naam.
Zijn broer Theodoor Philip Mackay was burgemeester van verschillende plaatsen.